# Alfredo Fernandes Martins

## Biografia

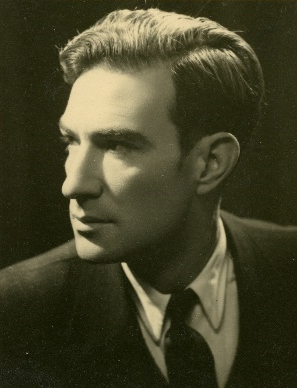

Alfredo Fernandes Martins (Fred) foi um geógrafo português. Professor do Instituto de Estudos Geográficos da Faculdade de Letras da Universidade de Coimbra, nasceu em Coimbra em 19 de Janeiro de 1916 e faleceu, prematuramente, na mesma cidade, em 29 de Dezembro de 1982. Depois de ter estado matriculado durante cerca de um ano na Faculdade de Medicina, frequentou a Faculdade de Letras, onde se licenciou em Geografia em 1940, tendo obtido o seu doutoramento em Geografia Física em 1949.

## Obra científica
Alfredo Fernandes Martins foi, sobretudo, um estudioso de Geografia Física, ainda que uma Geografia Física sempre relacionada e ao serviço dos Seres Humanos, agentes de transformação dos sistemas naturais e motores da História. Da obra científica de Alfredo Fernandes Martins, merecem destaque a sua tese de licenciatura, defendida em 1940 sobre “O esforço do Homem na Bacia do Mondego” e a sua tese de doutoramento (1949) sobre o “O Maciço Calcário Estremenho - Contribuição para um estudo de Geografia Física”. A primeira mantém, nos dias de hoje, uma grande actualidade sobretudo no que se refere às explicações do regime do rio, dos riscos associados às suas inundações e das lutas contra elas pelas comunidades agrícolas do Baixo Mondego. A segunda é um trabalho primoroso, de elevado rigor científico e, apesar de feito nos difíceis tempos do pós-guerra, sem apoio da cartografia topográfica e geológica hoje disponível, é um trabalho também ainda hoje actual em muitas das suas interpretações científicas e de grande utilidade teórica nos estudos sobre o carso português.
Para além do Baixo Mondego, acerca do qual escreveu mais dois textos, e do Maciço Calcário Estremenho, sobre o nos deixou também mais dois trabalhos, a sua obra científica tratou também o litoral português, as regiões tropicais, que visitou com frequência, e vários temas de História e Geografia Humana. Como Homem de Coimbra, que conhecia e vivia como poucos, deixou sobre esta cidade alguns dos seus trabalhos mais interessantes, com destaque para “Esta Coimbra - apontamentos para uma palestra”, republicado mais tarde (Cadernos de Geografia, 1982 e Almeida et al., 2003).

## O Professor: na sala e no campo
A principal faceta de Alfredo Fernandes Martins, aquela que traz mais recordações aos seus discípulos, é a de um professor exemplar, com aulas de elevada qualidade, bem apoiadas por desenhos feitos no quadro negro, rigorosos e esteticamente excelentes, capazes de motivar mesmo os alunos menos interessados para a complexidade e interesse da Geomorfologia e da Geografia Física.
Além do seu trabalho lectivo nas diferentes áreas da Geografia, leccionou e coordenou durante mais de uma década os cursos de férias para estudantes estrangeiros na Faculdade de Letras da Universidade de Coimbra.
Mas era, sobretudo no campo, que as suas lições eram particularmente brilhantes. Ao sol ou à chuva, servindo-se da paisagem e dos seus particularismos para lições de Geografia Humana e de Geografia Física, deixou nas várias gerações de alunos que ensinou marcas profundas sobre o Maciço Calcário Estremenho, sobre a Beira Baixa e sobre o Baixo Mondego, para frisar apenas os seus terrenos de trabalho mais frequentes.